# Vladímir Kriúkov
Vladímir Kriúkov (rus: Владимир Николаевич Крюков)  (Moscou, 2 d'octubre de 1925) és un remer rus, ja retirat, que va competir sota bandera soviètica durant les dècades de 1940 i 1950.
El 1952 va prendre part en els Jocs Olímpics d'Estiu de Hèlsinki, on guanyà la medalla de plata en la prova del vuit amb timoner del programa de rem. Quatre anys més tard, als Jocs de Melbourne, quedà eliminat en semifinals en la mateixa prova.
En el seu palmarès també destaquen tres medalles d'or al Campionat d'Europa de rem en la prova del vuit amb timoner, el 1953, 1954 i 1955.